# ريبيكا كوين (دراجة)
ريبيكا كوين (بالإنجليزية: Rebecca Quinn)‏ هي دراجة أمريكية، ولدت في 24 مايو 1971 في كويكرتاون في الولايات المتحدة.

## وصلات خارجية
- ريبيكا كوين على موقع أرشيف الدراجات (الإنجليزية)